# 32P/Комас Сола
Комета Комас Сола (32P/Comas Solà) — короткопериодическая комета из семейства Юпитера, которая была открыта 5 ноября 1926 года испанским астрономом Комас-Сола с помощью 6-дюймового телескопа обсерватории Фабра в ходе рядового поиска астероидов. Он описал её как диффузный объект 12,0 m и отметил её медленное смещение на северо-запад. Комета обладает довольно коротким периодом обращения вокруг Солнца — чуть более 9,5 лет.
- Орбита кометы Комас Сола и её положение в Солнечной системе

## История наблюдений
Комета была обнаружена за несколько месяцев до прохождения перигелия 22 марта 1927 года. До конца 1926 года комета стабильно держала довольно высокий уровень яркости 12,0 m, причиной чему, наряду с приближением к Солнцу, было и сближение с Землёй 27 ноября до расстояния 1,15 а. е. (172,5 млн км). После чего она постепенно начала угасать, пока 31 мая окончательно не скрылось в сиянии Солнца. 
Одна из самых ранних эллиптических орбит была вычислена и опубликована Чарльзом Х. Смайли и Маргарет К. Холбрук в начале января 1927 года. Они определили, что комета прошла  перигелий 22 марта 1927 года на расстоянии 1,772 а. е., а её орбитальный период составляет 8,49 лет. Более поздние расчёты почти не повлияли на эти цифры, только длительность орбитального периода была скорректирована до 8,52 года.
Траектория движения кометы стала предметом большого интереса со стороны учёных, поскольку некоторые из них выдвинули предположение, что данная комета может являться ранее потерянной кометой 113P/Шпиталера. Этот вопрос оставался дискуссионным вплоть до следующего возвращения кометы в 1935 году, когда были получены дополнительные позиции кометы, благодаря которым П. Раменский смог смоделировать движение кометы в прошлое вплоть до 1911 года, когда она подверглась сильным гравитационным возмущения со стороны Юпитера. Так в мае 1912 года комета прошла в 0,178 а. е. (26,7 млн км) от этой планеты, что и привело комету на нынешнюю орбиту. Тогда как до сближения размер большой полуоси у неё составлял 2,15 а. е., а орбитальный период 9,43 года, что опровергало гипотезу о тождественности этих двух комет.
Комета наблюдалась при каждом своём возвращении с момента открытия, а 8,5-летний период обращения приводил к тому, что, вплоть до 1969 года, возвращения кометы приходились на весенние и осенние месяцы, что гарантировало её приближение к Земле на расстояниях от 1,1 до 1,4 а. е. Столь тесные сближения в свою очередь обеспечивали видимую яркость на уровне 12,0 m. Так продолжалось до 1971 года, когда, из-за относительно далекого пролёта рядом с Юпитером, орбитальный период кометы сначала увеличился до 8,94 лет, что обеспечило ещё одно, благоприятное для наблюдений, возвращение 1978 года (магнитуда 13,0 m), а затем стабилизировался на отметке 8,8 года. Из-за чего максимальная яркость кометы в последующие возвращения не превышала 14,0 m.

## Сближение с планетами
В XX веке комета испытала четыре тесных сближения с Юпитером, каждое из которых вызывало некоторые изменения в её орбите и ещё два таких же рассчитаны для первой половины XXI века. 
- 0,18 а. е. от Юпитера 19 мая 1912 года;
  - уменьшение расстояния перигелия с 2,15 а. е. до 1,77 а. е.;
  - уменьшился орбитального периода с 9,35 до 8,51 года;
- 1,47 а. е. от Юпитера 25 ноября 1949 года;
  - увеличение эксцентриситета, перигелий остался прежним;
  - увеличение орбитального периода с 8,50 до 8,54 лет;
- 0,73 а. е. от Юпитера 21 сентября 1971 года;
  - увеличение расстояния перигелия с 1,77 а. е. до 1,87 а. е.;
  - увеличение орбитального периода с 8,55 до 8,94 лет;
- 1,34 а. е. от Юпитера 30 декабря 1985 года;
  - уменьшение расстояния перигелия с 1,87 а. е. до 1,83 а. е.;
  - уменьшение орбитального периода с 8,94 до 8,78 лет;
- 0,31 а. е. от Юпитера 5 апреля 2007 года;
  - увеличение расстояния перигелия с 1,83 а. е. до 2,00 а. е.;
  - увеличение орбитального периода с 8,77 до 9,58 лет;
- 1,43 а. е. от Юпитера 26 сентября 2021 года;
  - увеличение расстояния перигелия с 2,00 а. е. до 2,02 а. е.;
  - увеличение орбитального периода с 9,58 до 9,71 года.